# Lasting
Lasting (anglicky: trvanlivý) je historický název husté, trvanlivé tkaniny. Tkanina se vyráběla ze skané příze z bavlny nebo z česané vlny, příze měla vysoký zákrut, jak při předení, tak i při skaní. 
Používala se na obuvní svršky, jako podkladová látka a na ochranné oděvy.
Anglický výraz lasting pochází z 12. století, jako označení druhu tkaniny se začal používat v letech 1775-1785. Koncem 18. století se tkanina nazývala také everlasting.
Ve 20. letech 19. století začal vyrábět lasting podle anglického vzoru jako první v Čechách liberecký soukeník Liebieg. (Konkrétní údaje o způsobu a rozsahu výroby nebyly nikdy publikovány).
Na konci 19. století pařil lasting k běžným druhům tkanin, (např. v roce 1897 importovaly USA lastingové tkaniny v hodnotě 85 225 USD), v 21. století se však najde zmínka o lastingu jen v některých speciálních slovnících.